# 竹原車站
34°20′22.18″N 132°54′36.08″E / 34.3394944°N 132.9100222°E
竹原車站（日语：／ Takehara eki */?）是位於日本廣島縣竹原市，由西日本旅客鐵道所經營的鐵路車站。

## 歷史
車站於1932年7月10日隨著當時「三吳線」自安藝幸崎車站至本站路段的通車時一同啟用，在當時為「三吳線」西端的終點站，之後在1935年「三吳線」竹原車站以西的路段開通至屬於「吳線」的海田市車站後，三吳線也與原本的吳線整併為現在「吳線」。
1984年起竹原車站不再用於作為貨物運送用的車站，在1987年配合國鐵分割民營化交由西日本旅客鐵道營運。
2007年起導入新的閘機，開始可以使用非接觸式的智慧卡車票「ICOCA」。
車站的無障礙環境改修工程則於2013年完成。

## 車站結構

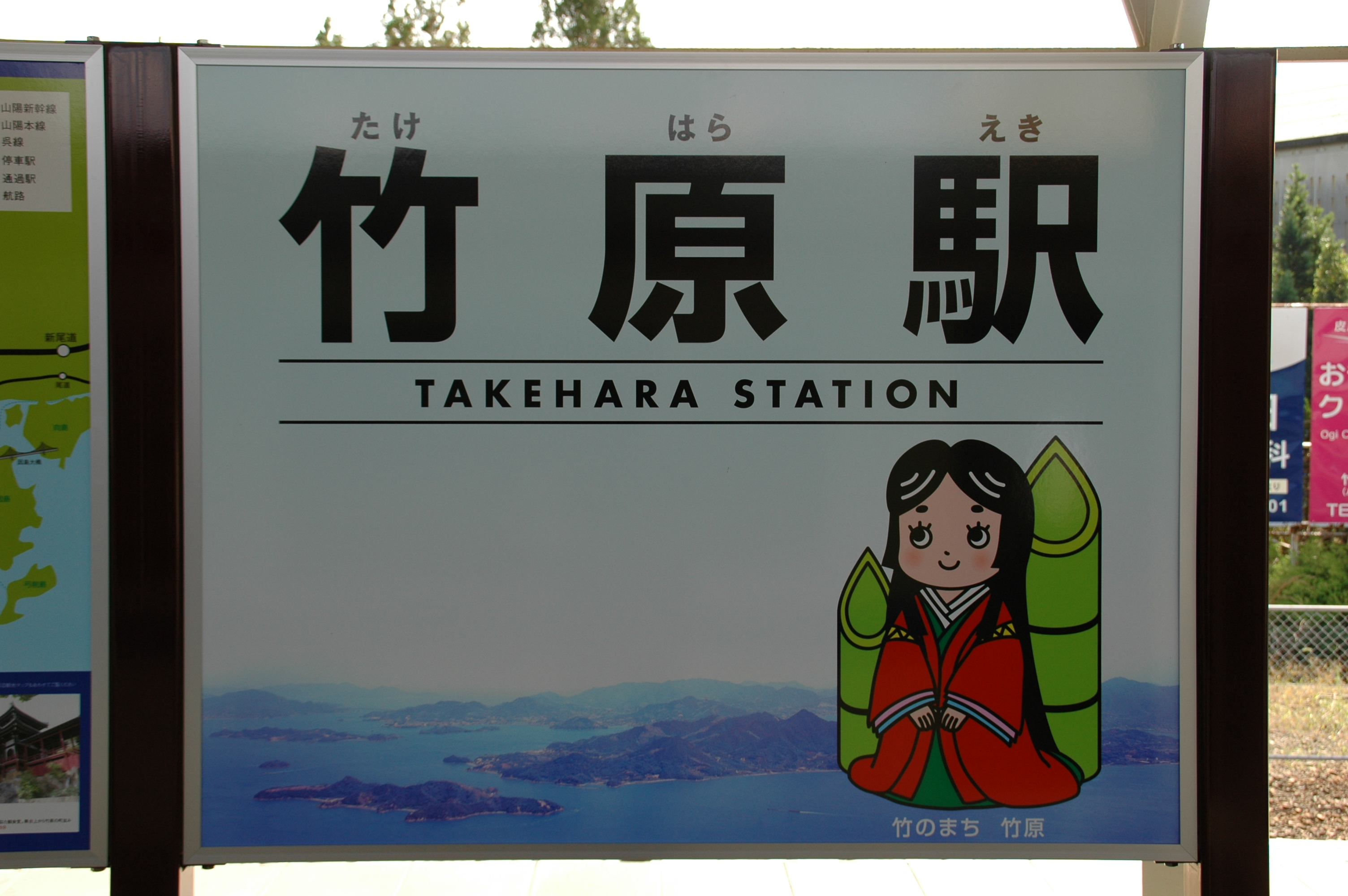
在竹原車站的月台上，《竹取物語》中竹取公主的形象圖示為造型之站名牌。

車站的月台採用一面兩線的島式月台，月台與路軌的舖設則是地面車站型式，透過天橋連接售票處與月台。
而所位於的城鎮竹原市為日本最早的物語《竹取物語》的謠傳發源地之一，因此在月台的一些標示有搭配該故事的角色。

### 月台配置
| 月台 | 路線 | 方向 | 目的地           |
| ---- | ---- | ---- | ---------------- |
| 1    | 呉線 | 上行 | 往三原、福山方向 |
| 2    | 呉線 | 下行 | 往吳、廣島方向   |

## 各年份使用人數
| 年份 | 每日平均乘客人數 |
| ---- | ---------------- |
| 1999 | 1,820            |
| 2000 | 1,750            |
| 2001 | 1,651            |
| 2002 | 1,568            |
| 2003 | 1,492            |
| 2004 | 1,409            |
| 2005 | 1,370            |
| 2006 | 1,308            |
| 2007 | 1,253            |
| 2008 | 1,187            |
| 2009 | 1,129            |
| 2010 | 1,121            |

## 車站周邊
在竹原車站北側的本町地區有過去在18世紀至19世紀期間興建的商家町建築群，現已被日本政府列為重要傳統的建造物群保存地區，也是竹原市區內最主要的景點在南側的竹原港則有航向瀨戶內海中大崎上島、大崎下島等地方的定期渡輪航班。

## 引用的大眾文化
以竹原市一帶為故事背景的日本動畫《幸福光暈》，在部分橋段的場景有出現竹原車站。

## 相鄰車站
西日本旅客鐵道（JR西日本）
 吳線
大乘－竹原－吉名

## 外部連結
- 西日本旅客鐵道上關於竹原車站的資訊 （页面存档备份，存于）（日語）